# Nakhonszavan
Nakhonszavan (thai nyelven: นครสวรรค์) egy város Thaiföldön, amely 238 km-re északra található Bangkoktól. A neve szó szerint azt jelenti: „mennyei város”. A település Nakhonszavan tartomány fővárosa. Egy 2019. december 31-ei felmérés alapján 82 305 lakosa van.

## Népességszámának változása
Nakhonszavan népessége 2005 óta folyamatosan csökkenő tendenciát mutatott.
| Dátum    | 2005. december 31. | 2010. december 31. | 2015. december 31. | 2019. december 31. |
| -------- | ------------------ | ------------------ | ------------------ | ------------------ |
| Népesség | 93,568             | 89,682             | 85,931             | 82,305             |

## Fordítás
Ez a szócikk részben vagy egészben  a   Nakhon Sawan című angol Wikipédia-szócikk ezen változatának fordításán alapul.  Az eredeti cikk szerkesztőit annak laptörténete sorolja fel. Ez a jelzés csupán a megfogalmazás eredetét és a szerzői jogokat jelzi, nem szolgál a cikkben szereplő információk forrásmegjelöléseként.